# David Clarke (atleta)
David Robert Clarke (Londra, 1º gennaio 1958) è un ex mezzofondista ed ex maratoneta britannico.

## Palmarès
| Anno                                | Manifestazione    | Sede              | Evento         | Risultato  | Prestazione | Note |
| ----------------------------------- | ----------------- | ----------------- | -------------- | ---------- | ----------- | ---- |
| In rappresentanza della Regno Unito |                   |                   |                |            |             |      |
| 1981                                | Universiadi       | Bucarest          | 5000 m piani   | 6º         | 13'54"66    |      |
| 1983                                | Mondiali          | Helsinki          | 5000 m piani   | Semifinale | 13'58"37    |      |
| 1994                                | Mondiali di cross | Budapest          | Corsa seniores | 55º        | 36'24"      |      |
| 1994                                | Mondiali di cross | Budapest          | A squadre      | 8º         | 444 p.      |      |
| 1989                                | Mondiali di cross | Stavanger         | Corsa seniores | 15º        | 40'56"      |      |
| 1989                                | Mondiali di cross | Stavanger         | A squadre      | Argento    | 147 p.      |      |
| 1992                                | Mondiali di cross | Boston            | Corsa seniores | 20º        | 37'52"      |      |
| 1992                                | Mondiali di cross | Boston            | A squadre      | Bronzo     | 147 p.      |      |
| 1993                                | Mondiali di cross | Amorebieta-Etxano | Corsa seniores | 111º       | 35'28"      |      |
| 1993                                | Mondiali di cross | Amorebieta-Etxano | A squadre      |            |             |      |
| 1995                                | Mondiali di cross | Durham            | Corsa seniores | 77º        | 36'17"      |      |
| 1995                                | Mondiali di cross | Durham            | A squadre      |            |             |      |
| In rappresentanza dell' Inghilterra |                   |                   |                |            |             |      |
| 1977                                | Mondiali di cross | Düsseldorf        | Corsa juniores | 23º        | 24'28"      |      |
| 1977                                | Mondiali di cross | Düsseldorf        | A squadre      | 4º         | 80 p.       |      |
| 1981                                | Mondiali di cross | Madrid            | Corsa seniores | 31º        |             |      |
| 1981                                | Mondiali di cross | Madrid            | A squadre      | 6º         | 312 p.      |      |
| 1982                                | Mondiali di cross | Roma              | Corsa seniores | 9º         | 34'19"4     |      |
| 1982                                | Mondiali di cross | Roma              | A squadre      | Argento    | 114 p.      |      |
| 1983                                | Mondiali di cross | Gateshead         | Corsa seniores | 7º         | 37'05"      |      |
| 1983                                | Mondiali di cross | Gateshead         | A squadre      | 8º         | 218 p.      |      |
| 1985                                | Mondiali di cross | Lisbona           | Corsa seniores | 26º        |             |      |
| 1985                                | Mondiali di cross | Lisbona           | A squadre      | 8º         | 437 p.      |      |
| 1986                                | Mondiali di cross | Colombier         | Corsa seniores | 16º        |             |      |
| 1986                                | Mondiali di cross | Colombier         | A squadre      | 8º         | 360 p.      |      |
| 1987                                | Mondiali di cross | Varsavia          | Corsa seniores | 10º        |             |      |
| 1987                                | Mondiali di cross | Varsavia          | A squadre      | Argento    | 146 p.      |      |

## Campionati nazionali
1977
- 7º ai campionati inglesi juniores di corsa campestre - 31'05"

1978
- Bronzo ai campionati inglesi juniores di corsa campestre

1981
- Oro ai campionati britannici, 5000 m piani - 13'36"13

1982
- Oro ai campionati inglesi di corsa campestre

1983
- Argento ai campionati inglesi di corsa campestre

1985
- Argento ai campionati inglesi di corsa campestre - 44'36"

1986
- 6º ai campionati inglesi, 10000 m piani - 28'08"78
- Argento ai campionati inglesi di corsa campestre - 47'59"

1987
- Oro ai campionati inglesi di corsa campestre - 47'05"

1988
- Oro ai campionati inglesi di corsa campestre - 44'14"

1992
- Oro ai campionati britannici di corsa campestre - 36'46"

## Altre competizioni internazionali[1]
1981
- Bronzo alla Maratona di Berlino ( Berlino) - 2h20'10"

1982
- 4º ai Bislett Games ( Oslo), 1500 m piani - 3'39"27
- 4º alla Corrida Internacional de São Silvestre ( San Paolo), 13,5 km - 40'47"
- Argento al Campaccio ( San Giorgio su Legnano) - 33'08"

1983
- 8º ai Bislett Games ( Oslo), 10000 m piani - 27'59"49
- 9º alla Cinque Mulini ( San Vittore Olona) - 31'53"
- Argento al Campaccio ( San Giorgio su Legnano) - 34'26"

1984
- 10º al Memorial Van Damme ( Bruxelles), 10000 m piani - 29'03"55
- Bronzo al Campaccio ( San Giorgio su Legnano) - 35'51"

1985
- 17º al Bauhaus-Galan ( Stoccolma), 10000 m piani - 28'12"91
- 23º alla Maratona di Chicago ( Chicago) - 2h15'38"

1987
- 7º al Bauhaus-Galan ( Stoccolma), 10000 m piani - 28'33"10
- 5º alla Cinque Mulini ( San Vittore Olona) - 30'50"

1988
- 4º alla Cinque Mulini ( San Vittore Olona) - 33'10"8

1989
- Oro alla Maratona di Stoccolma ( Stoccolma) - 2h13'34"

1990
- 20º alla Maratona di Berlino ( Berlino) - 2h15'19"

1992
- 5º alla Maratona di Stoccolma ( Stoccolma) - 2h19'41"
- 5º alla Mezza maratona di Berlino ( Berlino) - 1h02'11"
- 7º al Cross della Vallagarina ( Villa Lagarina) - 28'51"6

1993
- 14º al Cross Internacional de Itálica ( Siviglia) - 29'03"

1994
- 8º alla Great South Run ( Portsmouth), 10 miglia - 48'27"
- 25º al Cross Internacional de Itálica ( Siviglia) - 29'58"